# Évasion de Cowra

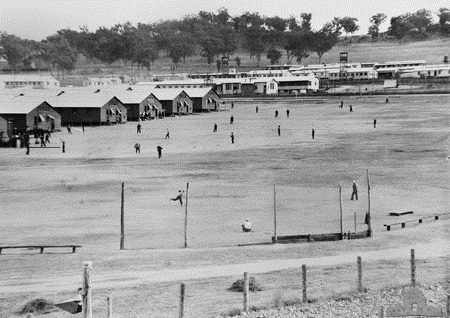
Le camp de prisonniers de guerre de Cowra, le 1 juillet 1944.

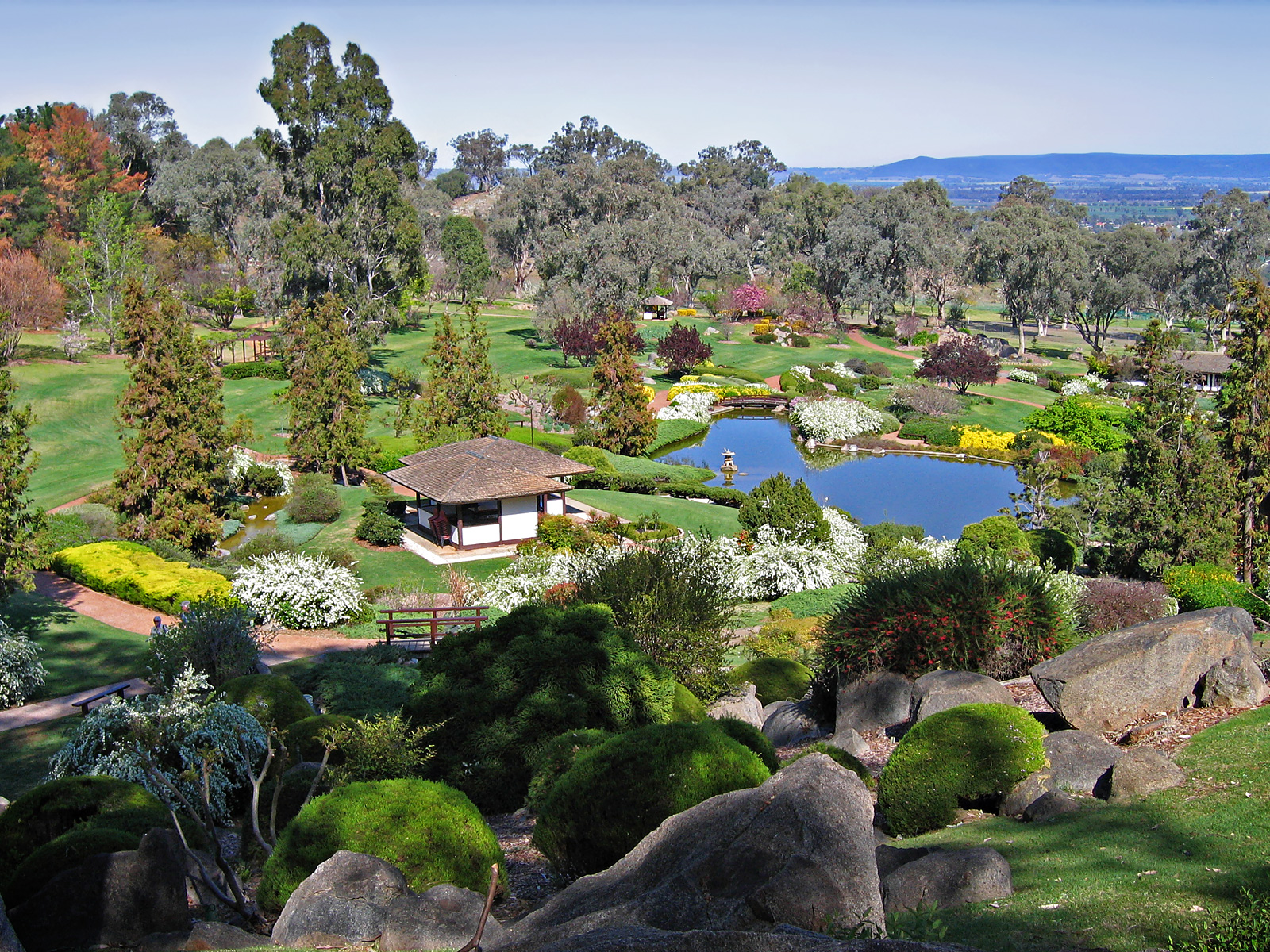
Le jardin japonais de Cowra.

L’évasion de Cowra (Cowra breakout en anglais) est l'une des plus grandes évasions de prisonniers de guerre répertoriées.

## Historique
La ville australienne de Cowra, en Nouvelle-Galles du Sud, a été pendant la Seconde Guerre mondiale le site d'un important camp de prisonniers, dont une majorité d'Italiens et près de 2 000 Japonais. Le 5 août 1944, près de 545 prisonniers japonais ont tenté de s'en évader.
Dans cette tentative vouée à l'échec, 231 prisonniers japonais ont été tués et plusieurs autres blessés. Quatre gardes australiens ont également trouvé la mort.
Il s'agit des seuls combats menés sur le sol australien durant la Seconde Guerre mondiale.
Les morts japonais ont été enterrés à Cowra, dans un cimetière militaire japonais inauguré en 1964. La ville a, par la suite, créé en leur mémoire un jardin japonais,. Des personnalités japonaises importantes l'ont visité, comme le prince Akihito et son épouse Michiko en 1973. À partir de 1970, des échanges scolaires avec le Japon sont également mis en place.
En 1969 est publié au Japon le premier récit concernant l'épisode de Cowra. Rédigé par l'ancien sous-officier Yamashita Takeo, il est intitulé Nihonjin koko ni nemuru (« Les Japonais reposent ici »).

## À l'écran
- The Cowra Breakout, série télévisée britannique de 1984, de Chris Noonan et Phillip Noyce[4].
- Broken Sun (en), film australien de Brad Haynes (2008)[2].
- Ce jour-là notre vie ne valait pas plus que du papier toilette. La grande évasion de Cowra, téléfilm japonais de la chaîne Nihon Terebi (2008)[2].